# Hesperantha oligantha
Hesperantha oligantha är en irisväxtart som först beskrevs av Friedrich Ludwig Diels, och fick sitt nu gällande namn av Peter Goldblatt. Hesperantha oligantha ingår i släktet Hesperantha och familjen irisväxter. Inga underarter finns listade i Catalogue of Life.